# Annabrunn (Obertaufkirchen)
Annabrunn ist ein Ortsteil in der Gemeinde Obertaufkirchen im oberbayerischen Landkreis Mühldorf am Inn.

## Lage
Annabrunn liegt am Annabrunner Bach etwa 5 km südlich der Autobahnausfahrt 16 (Schwindegg) der Bundesautobahn A 94. Der Annabrunner Bach fließt durch den Kagnbach der Isen zu. Sein Oberlauf wird auch Schwarzenbach genannt.

## Heilige Mutter Anna
Die katholische Wallfahrtskirche Heilige Mutter Anna (Annabrunn 79) hat einen Rechtecksaal mit eingezogenem geradem Chor und einen Dachreiter. Sie wurde 1686 als Kapelle gebaut, 1687 und 1693 vergrößert, 1782–84 verändert. Sie ist in die Liste der Baudenkmäler in Obertaufkirchen eingetragen.
Die Heilige Mutter Anna wird in mehreren außerkanonischen Schriften des 2. bis 6. Jahrhunderts als Mutter Marias und damit als Großmutter Jesu Christi angesehen. In den vier kanonischen Evangelien wird sie nicht erwähnt. Seit dem Mittelalter wird sie als Heilige verehrt und vielfach künstlerisch dargestellt.
Die Kirche ist die jüngste der Obertaufkirchener Filialkirchen. Sie stand anfangs in einem Wald, der zum Aignerholz von Maria Thalheim gehörte und im Obereigentum der Schlossherrschaft Schwindegg stand. An der Stelle des heutigen Brunnens befand sich eine große Tanne, zu deren Füßen eine Quelle entsprang, die vom Volk gern aufgesucht wurde und der man wundertätige Kraft zuschrieb. Die Grundherrin dieses Waldes, Gräfin Anna Regina von Fugger auf Schwindegg, ließ 1685 einen hölzernen Unterstand für die Opfergaben bauen, die man bisher an die Tanne gehängt hatte, im folgenden Jahr 1686 eine kleine gemauerte Kapelle. Nach mehreren Erweiterungen bis zum Jahr 1693 blieb sie über fast hundert Jahre weitgehend unverändert. 1767 war sie in einem beklagenswerten Zustand und musste saniert werden. Deshalb baute Gräfin Adelheid von Fugger in den Jahren 1782 bis 1784 die heutige Kirche. Auch die Innenausstattung stammt aus dieser Zeit.
Von 1685 an hatte sich eine rege Wallfahrt zur Hl. Anna in Annabrunn entwickelt, parallel dazu ein Badebetrieb, für den im 18. Jahrhundert ein eigenes Badehaus und eine Gaststätte errichtet wurde. Über die um 1800 weitgehend zum Stillstand gekommene Wallfahrt hinaus lebte der Badebetrieb bis zum Ersten Weltkrieg fort. Als 1914 das Badgebäude abbrannte, wurde es nicht mehr aufgebaut und der Badebetrieb eingestellt.

## Bevölkerungsentwicklung

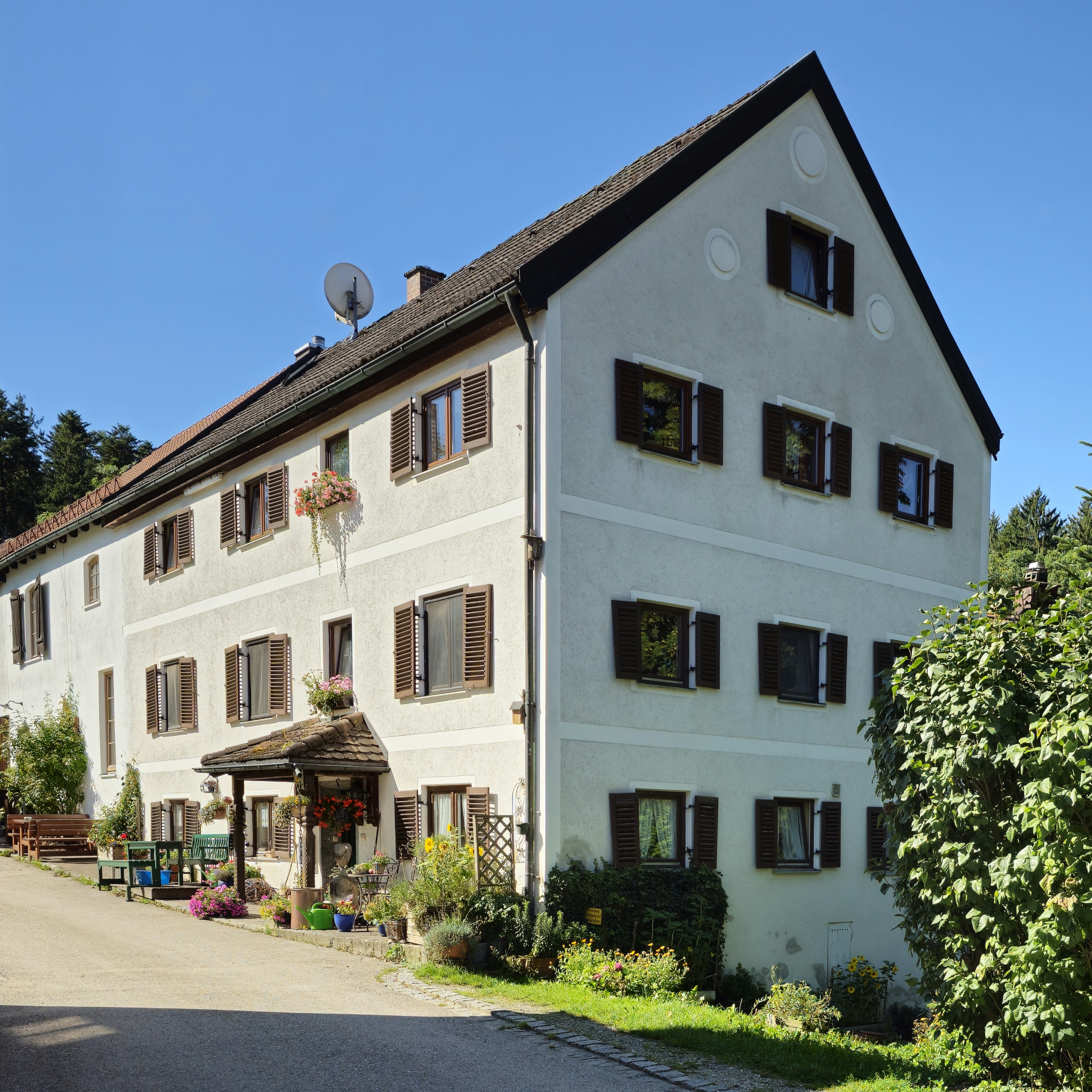
Annabrunn 8

Im Jahr 1871 lebten 30 Einwohner in Annabrunn. Im Mai 1987 gab es dort 23 Einwohner in fünf Wohngebäuden.
| Jahr      | 1871 | 1925 | 1950 | 1970 | 1987 |
| Einwohner | 30   | 21   | 26   | 18   | 23   |